# 린턴 브렌트
린턴 브렌트(Lynton Brent, 1897년 8월 2일 ~ 1981년 7월 12일)는 미국의 배우이다.
시카고에서 태어났으며 로스앤젤레스에서 사망하였다.

## 영화
- 배트맨 (1943년)
- 페이퍼 블렛 (1941년)
- 딕 트레이시 대 범죄 주식회사 (1941년)
- 캡틴 마블의 모험 (1941년)
- 뮤직 인 마이 하트 (1940년)
- 히트 퍼레이드 오브 1941 (1940년)
- 스토리 오브 버넌 앤 아이린 캐슬 (1939년)
- 딕 트레이시 리턴즈 (1938년)
- 스타 이즈 본 디 오리지널 (1937년)
- 플래쉬 고든 (1936년)
- 에브리 나잇 앤 에이트 (1935년)
- 물랑 루즈 (1934년)
- 킹콩 (1933년)